# بيتي آن بوزر
بيتي آن بوزر (بالإنجليزية: Betty Ann Bowser)‏ هي صحفية أمريكية، ولدت في 19 أغسطس 1944، وتوفيت في 16 مارس 2018.